# Сугвоздовский сельсовет
Сугвоздовский сельсовет (белор. Сугваздаўскі сельсавет) — упразднённая административная единица на территории Воложинского района Минской области Республики Беларусь.

## История
18 декабря 2009 года Сугвоздовский сельсовет упразднён. Населённые пункты включены в состав Дорского сельсовета.

## Состав
Сугвоздовский сельсовет включал 21 населённый пункт:
- Адамполье — деревня.
- Александрово — деревня.
- Батурки — деревня.
- Билути — деревня.
- Будровщина — деревня.
- Бярево — деревня.
- Домановщина — деревня.
- Есьманы — деревня.
- Захажево — деревня.
- Клеримонты — деревня.
- Комаровка — деревня.
- Лесники — деревня.
- Лосокино — деревня.
- Лужаны — деревня.
- Межейки — деревня.
- Новосады — деревня.
- Поликсовщина — деревня.
- Родевщина — деревня.
- Седлище — деревня.
- Сугвозды — деревня.
- Тябуты — деревня.